# Targalla
Targalla là một chi bướm đêm thuộc họ Noctuidae.

## Loài
- Targalla delatrix Guenée, 1852
- Targalla palliatrix Guenée, 1852
- Targalla plumbea Walker, 1865
- Targalla scelerata Holland, 1900
- Targalla subocellata Walker, [1863]
- Targalla suffundens Walker, [1863]

## Hình ảnh

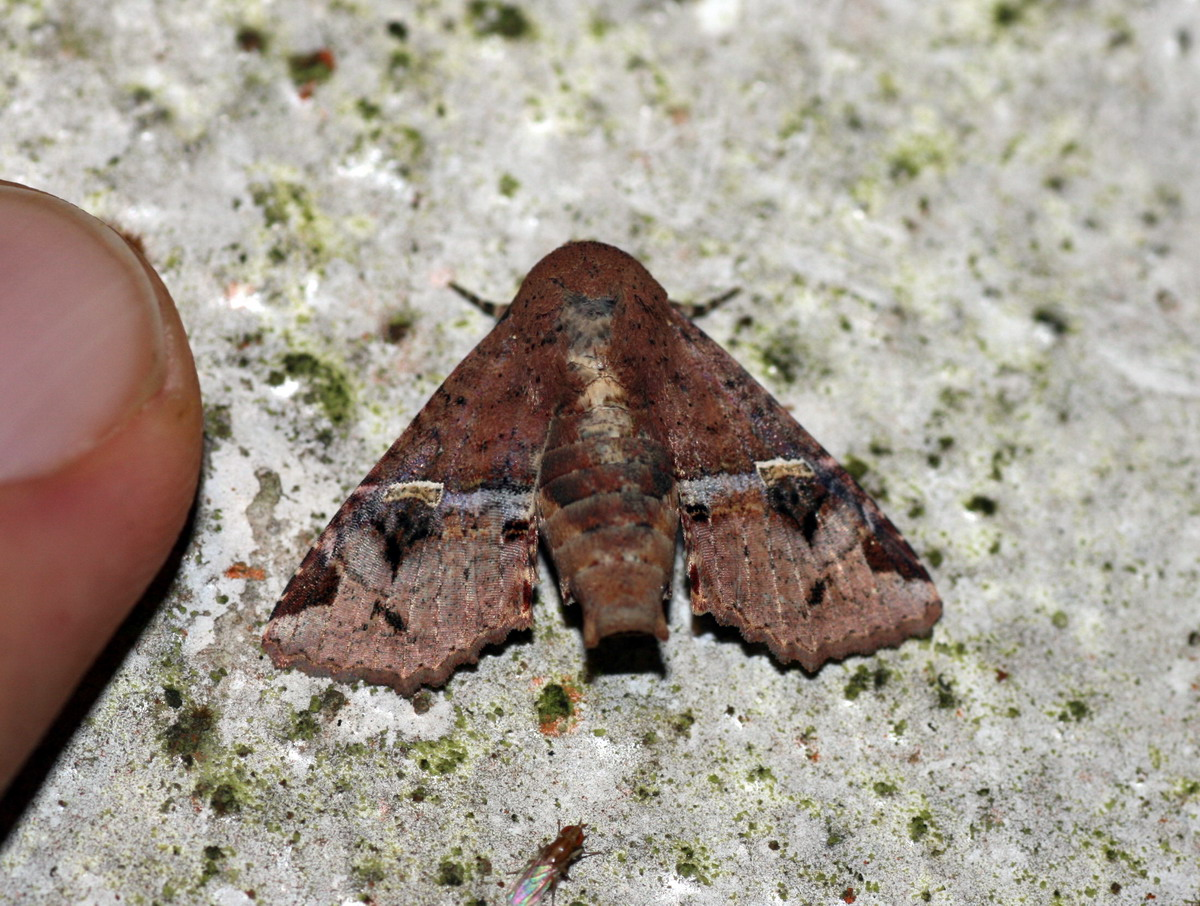